# 俄罗斯统一民主党“亚博卢”
俄罗斯统一民主党“亚博卢”（羅馬化：Rossiyskaya ob"yedinyonnaya demokraticheskaya partiya），通称亚博卢（Яблоко，羅馬化：Yabloko，意为“苹果”），俄罗斯社会自由主义政党。1993年10月16日，选举联盟亚博卢集团成立，得名于其创始人格里高利·亚夫林斯基、尤里·博尔德列夫和弗拉基米尔·卢金。2001年12月，亚博卢集团改组为政党，取名为俄罗斯统一民主党“亚博卢”。现任党领袖是莫斯科市议会议员谢尔盖·米特罗欣。该党的图标由一条红色的圆圈和一个绿色的三角形组成，构成了一个苹果形状。

## 历史

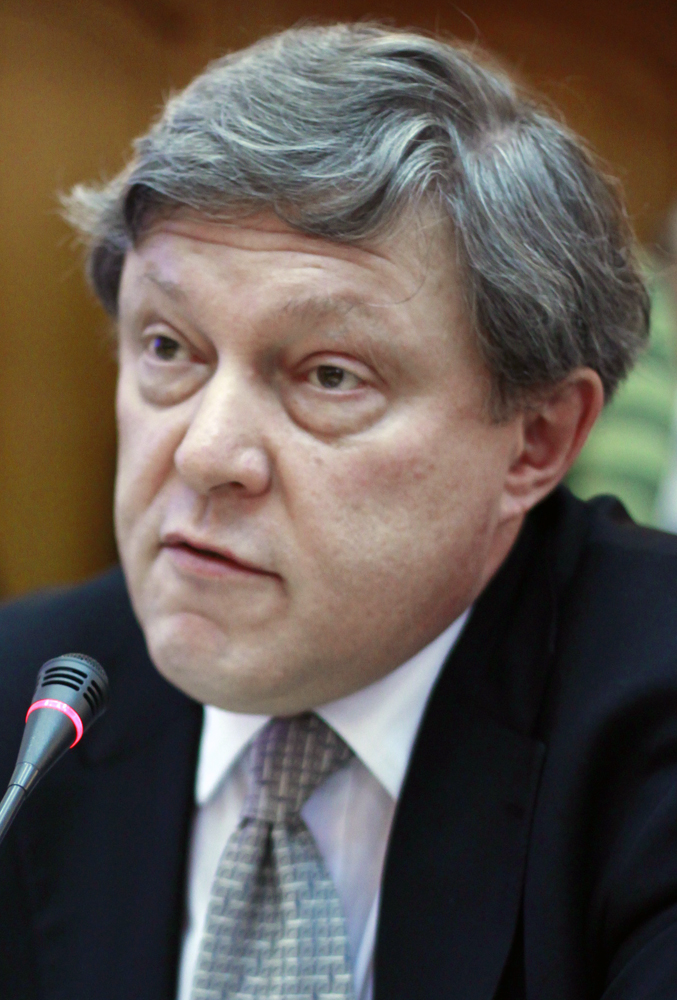
创始人之一格里高利·亚夫林斯基（2011年1月）

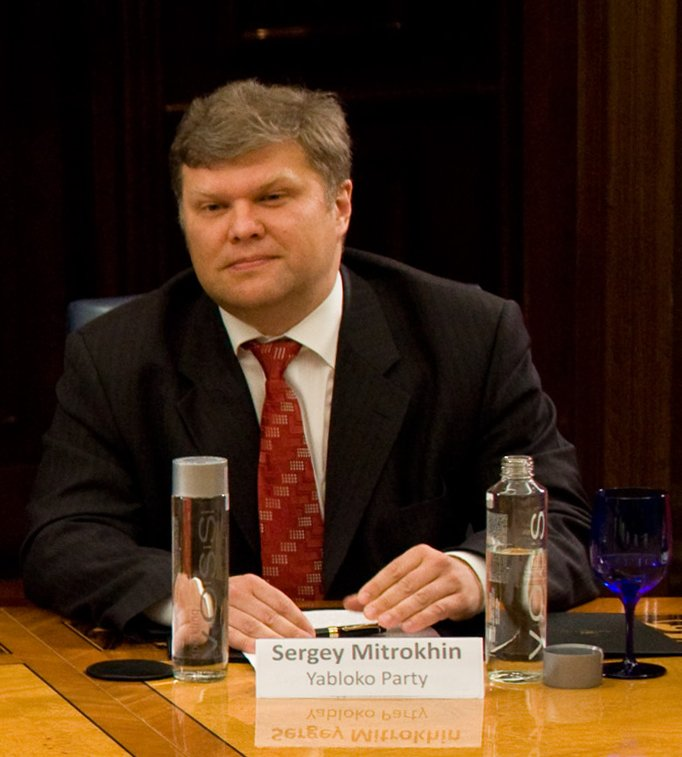
现任领袖谢尔盖·米特罗欣（2009年7月）

## 杜马选举结果
| 年份 | 得票率 | 议席 |
| ---- | ------ | ---- |
| 1993 | 7.86   | 27   |
| 1995 | 6.89   | 45   |
| 1999 | 5.93   | 20   |
| 2003 | 4.30   | 4    |
| 2007 | 1.6    | 0    |
| 2011 | 3.30   | 0    |
| 2016 | 2.0    | 0    |
| 2021 | 1.34   | 0    |